# Léon van Bon
Léon van Bon (Asperen, 28 de enero de 1972) es un deportista neerlandés que compitió en ciclismo en las modalidades de ruta y pista, especialista en la prueba de puntuación.
Participó en dos Juegos Olímpicos de Verano, en los años 1992 y 2000, obteniendo una medalla de plata en Barcelona 1992 en la carrera por puntos.
En carretera sus mayores éxitos son la victoria en dos etapas del Tour de Francia (en los años 1998 y 2000) y una victoria de etapa en la Vuelta a España 1997.

## Medallero internacional
| Juegos Olímpicos | Juegos Olímpicos   | Juegos Olímpicos | Juegos Olímpicos |
| Año              | Lugar              | Medalla          | Competición      |
| ---------------- | ------------------ | ---------------- | ---------------- |
| 1992             | Barcelona (España) | Medalla de plata | Puntuación       |

## Palmarés
| 1994 - 1 etapa del Tour DuPont 1996 - 1 etapa de la Tirreno-Adriático - 1 etapa del Tour DuPont - Viena-Rabenstein-Gresten-Viena 1997 - 1 etapa de la Vuelta a España - 3.º en el Campeonato del Mundo en Ruta - Circuito de las Ardenas Flamencas– Ichtegem 1998 - Challenge de Mallorca - 3.º en el Campeonato de los Países Bajos en Ruta - 1 etapa del Tour de Francia - 2.º en la Copa del Mundo - Vattenfall Cyclassics 2000 - Campeonato de los Países Bajos en Ruta - 1 etapa del Tour de Francia - Delta Profronde | 2001 - First Union Invitational - Vuelta a los Países Bajos 2002 - 1 etapa de la Vuelta a Suiza 2003 - 1 etapa de la Vuelta a Alemania - Veenendaal-Veenendaal 2004 - 1 etapa de la Vuelta a los Países Bajos - 1 etapa de la París-Niza 2005 - Campeonato de los Países Bajos en Ruta 2007 - Nokere Koerse 2008 - 1 etapa del Tour de Tailandia - 1 etapa del Tour de Kumano 2009 - 1 etapa del Tour de Corea |

## Equipos
- WordPerfect (1994)
- Novell (1995)
- Rabobank (1996-2000)
- Mercury-Viatel (2001)
- Domo-Farm Frites (2002)
- Lotto (2003-2006)
  - Lotto-Domo (2003-2004)
  - Davitamon-Lotto (2005-2006)
- Rabobank (2007)
- Marco Polo Cycling Team (2008-2010)
  - Trek-Marco Polo Cycling Team (2008-2009)
  - Marco Polo Cycling Team (2010)